# Roman Konkiewicz
Roman Konkiewicz (ur. 6 grudnia 1887 w Strzelnie, zm. 27 października 1939 w Poznaniu) – lekarz, działacz społeczno-polityczny, zastępca senatora wybrany w 1935 roku w województwie poznańskim.

## Życiorys

### Życie prywatne
Roman Konkiewicz urodził się w Strzelnie, w wielodzietnej rodzinie rzeźnika Antoniego Konkiewicza, i Korduli z Langów. Nie założył własnej rodziny. We wrześniu 1939 po zajęciu Poznania przez Niemców został aresztowany i osadzony w Forcie VII, w którym 27 października został rozstrzelany.

### Wykształcenie
W Trzemesznie, gdzie wstąpił do tajnego Towarzystwa Tomasza Zana i Gnieźnie był uczniem gimnazjum i w 1908 otrzymał świadectwo maturalne. W Lipsku i Berlinie był studentem medycyny i od 1907 do 1908 działaczem tajnych studenckich organizacji polskich takich jak: Związek Młodzieży Polskiej „Zet”. W 1914 po otrzymaniu tytułu doktora medycyny i krótkim pobycie w Poznaniu, wyjechał do Rotfwasser na Łużycach i pracował tam jako lekarz.

### Okres przed wybuchem I wojny i w jej trakcie
Od 1911 do 1914 w antyendeckim piśmie „Brzask”, współpracował z jego redakcją. W 1918 był żołnierzem armii niemieckiej, a w listopadzie tegoż roku był w Strzelnie, gdzie uczestniczył w rozbrajaniu oddziałów niemieckich, które stacjonowały w mieście. W okresie listopad 1918 – luty 1919 prezes Rady Ludowej w Strzelnie oraz na powiat inowrocławski i strzelneński członek Wydziału Wykonawczego Rady Robotniczo-Żołnierskiej.

### W niepodległej Polsce
Będąc lekarzem uczestniczył w akcjach na froncie północnym w czasie trwania powstania wielkopolskiego. Jeden z założycieli Związku Młodej Polski, w którym współpracował z jego organami prasowymi: „Sprawą Polski” i „Przeglądem Porannym”. Akcjonariusz Drukarni Poznańskiej. Na Górnym Śląsku był naczelnikiem Wydziału Organizacyjnego Polskiego Komitetu Plebiscytowego. Walczył w II powstaniu śląskim, gdzie był szefem biura prezydialnego naczelnych władz III powstania. W 1922 zamieszkał na stałe w Poznaniu, w którym rozpoczął praktykę lekarską oraz zaczął pracować w szpitalu.
Od października tegoż roku w Zarządzie Wojewódzkim Związku Młodej Polski pełnił funkcję prezesa. Od lipca do sierpnia 1926 był w Wielkopolsce jednym z organizatorów Związku Naprawy Rzeczypospolitej. Kiedy ZNR połączyło się z Partią Pracy stał od sierpnia 1928 na czele Zarządu Wojewódzkiego Zjednoczenia Pracy Miast i Wsi. W Radzie Wojewódzkiej Bezpartyjnego Bloku Współpracy z Rządem był jej członkiem i w sekcji organizacyjno-społecznej prezesem. W 1930 z ramienia tejże partii kandydował w wyborach do senatu. Współtwórca Związku Obrony Kresów Zachodnich, a prezes Okręgu Poznańskiego od 1925 do 1934 oraz członek Rady Naczelnej i sekretarz Zarządu Głównego. Kiedy w 1934 utworzono Polski Związek Zachodni zasiadał w składzie Rady Naczelnej oraz do sierpnia 1939 był w Zarządzie Głównym jego członkiem. Działał także od 1922 w Związku Lekarzy Zachodniej Polski, a później w Związku Lekarzy Państwa Polskiego. Od 1934 do 1939 był członkiem Zarządu Głównego, od 1926 do 1927 wiceprezesem, a od 1927 do 1930 prezesa okręgu wielkopolskiego. Od 1925 do 1927 pracował w „Nowinach Lekarskich” jako redaktor naczelny działu społecznego, a do czerwca następnego roku „Nowin Społeczno-Lekarskich”.
Był typem lekarza-społecznika; opiekował się biedotą poznańską. Wspierał także finansowo znajomych oraz początkujących lekarzy.

## Ordery, odznaczenia i upamiętnienie
Odznaczenia:
- Krzyż Niepodległości (20 lipca 1932)[4],
- Krzyż Kawalerski Orderu Odrodzenia Polski (2 maja 1923)[5][6],
- Złoty Krzyż Zasługi (11 listopada 1936)[7].

Upamiętniono go ulicą na poznańskim Strzeszynie.